# Chelycypraea
Chelycypraea is een geslacht van weekdieren uit de klasse van de Gastropoda (slakken).

## Soort
- Chelycypraea testudinaria (Linnaeus, 1758)